# سالغادو فيلهو
سالغادو فيلهو هي بلدية في ولاية بارانا في المنطقة الجنوبية من البرازيل.   